# Joseph-Arthur Bernier
Joseph-Arthur Bernier (* 19. März 1877 in Lévis, Québec; † 28. April 1944 in Québec (Stadt)) war ein kanadischer Organist, Pianist, Komponist und Musikpädagoge.

## Leben
Bernier besuchte das Collège de Lévis in Quebec und nahm Klavier- und Orgelunterricht bei Philéas Roy und Gustave Gagnon. Von 1892 bis 1907 war er Organist an der Kirche St-Sauveur, danach bis 1917 an Notre-Dame-de-Jacques-Cartier. 1902–03 studierte er in Paris Orgel und Komposition bei Alexandre Guilmant und Félix Fourdrain. Er trat in dieser Zeit als Begleiter des Cellisten Jean Gérardy und des Geigers Ovide Musin auf und wurde 1903 Mitglied der Société des auteurs et compositeurs de Paris.
Als Organist gab er Konzerte in verschiedenen Städten der USA und weihte in Montreal die Orgeln der Kirchen St-Pierre (1908), St-Jean-Baptiste (1915) und Sacré-Coeur (1917) ein. 1917 wurde er Organist der Union musicale de Québec und der Kirche St-Jean-Baptiste  in Quebec. Von 1922 bis 1944 unterrichtete er an der Universität Laval, wo Charles-Eugène Albert, Dantès Belleau, Clotilde Coulombe, Rolland-G. Gingras und Omer Létourneau zu seinen Schülern zählten.
Bernier komponierte u. a. eine Messe für Frauenstimmen, mehrere Motetten und Stücke für die Orgel, das Klavier, die Violine, das Cello und die Oboe. Auch seine Kinder Gabrielle, Maurice und Conrad und seine Enkel
Françoys, Pierre und Madeleine Bernier wurden als Musiker bekannt.